# Fernand Seguin
Pour les articles homonymes, voir Seguin.
Fernand Seguin (9 juin 1922 à Montréal - 19 juin 1988 à Saint-Charles-sur-Richelieu) est un biochimiste et commentateur scientifique. Pionnier de la vulgarisation scientifique au Québec, il a marqué des générations d’auditeurs et de téléspectateurs en transmettant sa passion de connaître. 

## Biographie
Fernand Seguin est le sixième d’une famille de sept enfants. Petit-fils d’immigrants français, il grandit rue Saint-André, dans le quartier ouvrier du Plateau Mont-Royal. Avide de connaissances, il dévore les livres qu’il emprunte à la bibliothèque municipale. Lorsque, à l’âge de 14 ans, il annonce à son père qu’il désire poursuivre ses études, ce dernier refuse et lui suggère plutôt d’apprendre un métier.
En 1947, Seguin est invité par son ancien professeur de chimie Léon Lortie à se joindre à l’équipe de Radio-Collège afin de remplacer Louis Bourgoin, un conférencier décédé dans un accident. Il accepte la proposition de Léon Lortie, son ancien professeur de chimie à l’Université de Montréal, et devient chroniqueur scientifique à cette émission éducative diffusée sur les ondes de Radio-Canada.
En 1950, Seguin propose une émission comportant des chroniques scientifiques, artistiques et sociales traitées sur un ton humoristique. Accompagné du poète Éloi de Grandmont et de son ami André Roche, Seguin présente son concept au directeur de la programmation de la radio française, Marcel Ouimet. Amusé par les parodies des trois compères, ce dernier accepte le projet et leur donne « carte blanche ».
Il se moque des manies des savants dans cette chronique satirique présentée à l’émission Carte blanche en 1951, égratignant au passage ses éminents professeurs et riant de ses propres travers.
En 1954, il abandonne définitivement le milieu de la recherche scientifique pour se consacrer à temps plein à la carrière de communicateur et à la médiation scientifique. Il poursuit la mission éducative de Radio-Collège à la télévision et anime les premières émissions scientifiques de l’histoire du petit écran.
De 1955 à 1957, les adolescents suivent les expériences du vulgarisateur scientifique à l’émission La Joie de connaître. Le 23 septembre 1956, Seguin y démontre, preuve à l’appui, que les liquides possèdent une membrane élastique. 
De 1965 à 1970, Seguin est à la barre du Sel de la semaine, où il se forge une solide réputation d'interviewer. Les lundis soir, le journaliste s'entretient pendant une heure avec des personnalités internationales devant un public présent en studio. L'émission est diffusée en direct, ce qui laisse libre cours aux imprévus et ajoute de l'intensité à l'entrevue, selon le journaliste.
De 1957 à 1960, la société Niagara Films produit Le Roman de la science, série télévisée qui retrace l’histoire des grandes découvertes scientifiques et la vie des savants les plus célèbres.
Seguin se transforme alors en véritable homme-orchestre, puisqu’il effectue lui-même la recherche, rédige à la fois le scénario pour les comédiens et ses propres textes de présentation. Producteur de l’émission, il doit également gérer les aspects administratifs. En effet, à partir de 1957, il est propriétaire de Niagara Films, une société de production qui réunit surtout des Français immigrés au Canada. 
L'année 1977 est celle de la consécration pour Fernand Seguin, qui se voit décerner le prix Kalinga, la plus haute distinction internationale dans le domaine de la vulgarisation scientifique. Cette consécration fut obtenue grâce à l'effort de son ami Jean René Baroux, premier directeur général de la toute jeune Association québécoise des professionnels de la communication scientifique (devenue aujourd’hui l’ACS), qui avait décidé que l’un des premiers actes de l’association serait de présenter la candidature de Fernand Seguin au prix Kalinga de l’UNESCO. Premier Canadien à recevoir ce prix prestigieux, Seguin rejoint ainsi les rangs des Jean Rostand (1959) et Margaret Mead (1970).
Fernand Seguin s’éteint le 19 juin 1988, à l’âge de 66 ans, au terme de ce qu’il refuse de qualifier comme une lutte contre le cancer, puisque selon lui on ne se bat pas contre cette maladie : « ça arrive ». « Et je suis le spectateur de la lutte qui se déroule dans mon corps », poursuit-il. Le savant-philosophe meurt dans sa maison de Saint-Charles-sur-Richelieu, le village qui a vu naître sa mère. 
Les funérailles du journaliste sont célébrées le 22 juin à l'église Saint-Viateur d'Outremont en présence d’amis, d’anciens collègues, de ses proches notamment sa femme Fernande Giroux et sa fille Sylvie. Son complice Gilles Vigneault livre un message d’adieu au « savant imaginaire ». S’interrogeant sur la racine du mot « homélie », le poète découvre qu’il s’agit d’un entretien familier. « Toute l’œuvre de Fernand Seguin est une homélie, une série d’entretiens familiers », conclut Vigneault. 
Les dernières chroniques du communicateur scientifique, regroupées sous le titre Le Cristal et la chimère, sont publiées peu après sa mort. Un mois avant de se taire pour toujours, le journaliste laissait cette note en guise de préface au livre :« De notre premier cri jusqu’à notre dernier souffle, notre existence s’use ainsi que la pierre au jeu des ricochets, à distinguer le cristal d’avec la chimère, la dure réalité d’avec les fantasmes qu’invente notre imagination dans l’espoir d’échapper à la banalité du quotidien. […] Confondre le cristal et la chimère à la recherche toujours recommencée de l’inaccessible, c’est un jeu tantôt fascinant, tantôt cruel. »

## Publications
- Fernand Séguin, La bombe et l'orchidée, Montréal, Libre expression, coll. « Collection Zénith », 2003 [1987], 461 p.  (ISBN 2-7648-0090-8)
- Fernand Seguin, Le cristal et la chimère, Montréal, Libre Expression, 1988 (ISBN 9782891113113)

## Honneurs et hommages

### Toponymie
- Le mont Fernand-Seguin[5]

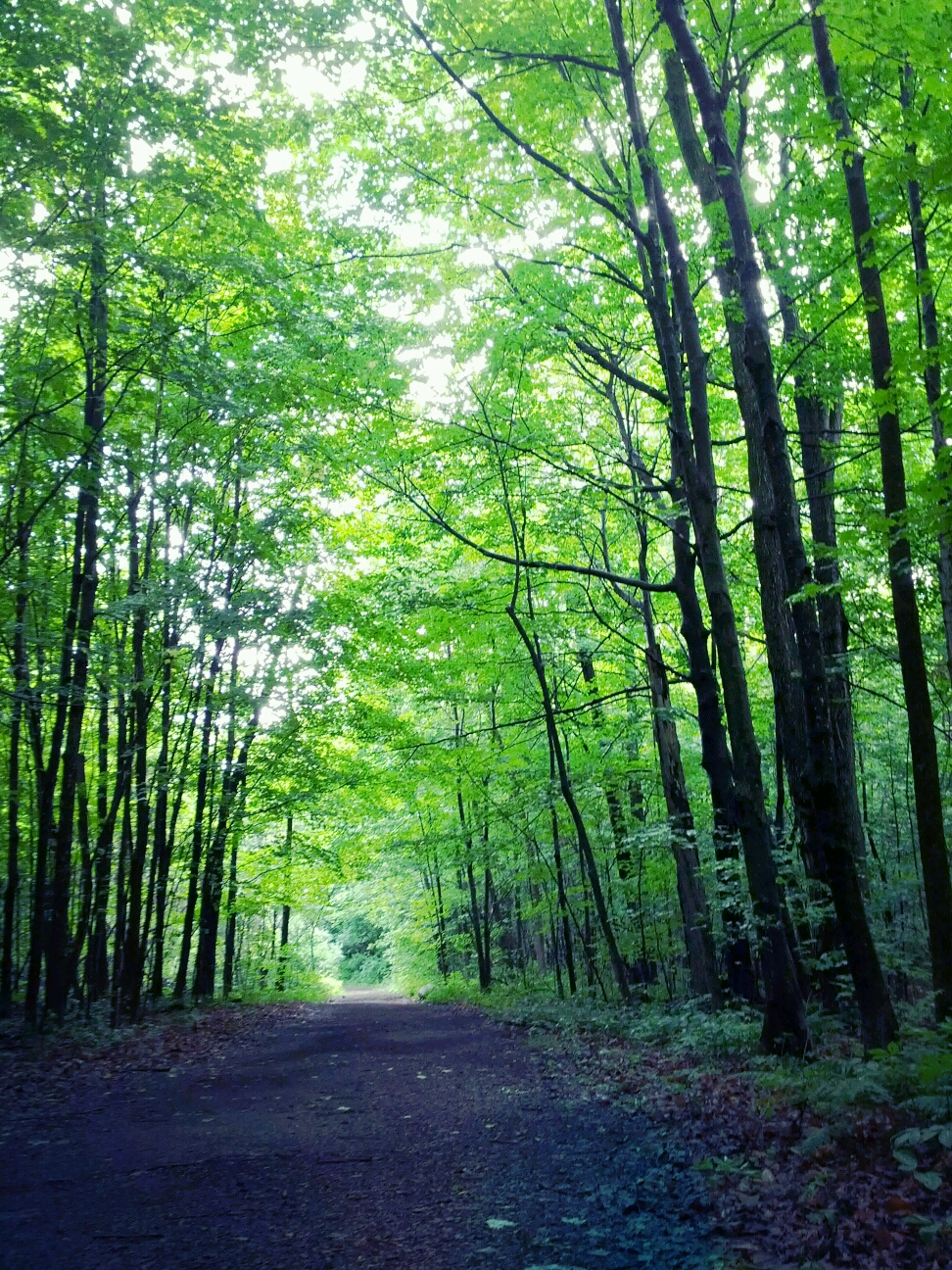
Vue de la forêt Fernand-Seguin à Châteauguay.

- Le Centre Écologique Fernand-Seguin à Châteauguay[6]
- Une école primaire à Montréal[7]
- Plusieurs rues au Québec
- Une école secondaire à Candiac[réf. souhaitée]

### Prix
- 1977 - Prix Olivar-Asselin
- 1978 - Prix Kalinga pour la vulgarisation de la science de l'UNESCO[3]
- 1978 - Officier de l'Ordre du Canada
- 1985 - Officier de l'Ordre national du Québec[8]